# Serie A1 2000 (baseball)
La Serie A1 2000 del Campionato italiano di baseball è stata disputata da dieci squadre ed ha avuto una stagione regolare di 48 partite con 3 incontri settimanali, un'andata e un ritorno. Le prime 4 squadre della classifica dopo la stagione regolare si sono affrontate in due semifinale al meglio delle cinque partite. Le due vincitrici si sono affrontate nella finali scudetto sempre al meglio delle cinque partite, designando così la squadra campione d'Italia. Non c'è stata nessuna retrocessione in Serie A2.

## Classifiche finali[1]

### Stagione regolare
| Classifica           | PCT  |
| -------------------- | ---- |
| Semenzato Rimini     | .771 |
| Cantine Ceci Parma   | .688 |
| Caffè Danesi Nettuno | .667 |
| Papalini Grosseto    | .563 |
| Italeri Bologna      | .542 |
| Auriga Caserta       | .479 |
| G.B. Ricambi Modena  | .333 |
| T&A San Marino       | .313 |
| Colavita Anzio       | .146 |

### Semifinali
| Classifica        | PG | PV | PP |
| ----------------- | -- | -- | -- |
| Semenzato Rimini  | 5  | 3  | 2  |
| Papalini Grosseto | 5  | 2  | 3  |

| Classifica           | PG | PV | PP |
| -------------------- | -- | -- | -- |
| Caffè Danesi Nettuno | 4  | 3  | 1  |
| Cantine Ceci Parma   | 4  | 1  | 3  |

### Finali scudetto
| Classifica           | PG | PV | PP |
| -------------------- | -- | -- | -- |
| Semenzato Rimini     | 3  | 3  | 0  |
| Caffè Danesi Nettuno | 3  | 0  | 3  |